# Saint-Sernin (Ardèche)
 Saint-Sernin  es una población y comuna francesa, ubicada en la región de Ródano-Alpes, departamento de Ardèche, en el distrito de Privas y cantón de Aubenas.

## Demografía
| 544 | 581 | 702 | 849 | 1017 | 1147 |
| Para los censos de 1962 a 1999 la población legal corresponde a la población sin duplicidades (Fuente: INSEE [Consultar]) |     |     |     |      |      |